# Anua clementi
Anua clementi là một loài bướm đêm trong họ Erebidae.